# Daohennigma panops
Daohennigma panops – wymarły gatunek muchówki z rodziny Hennigmatidae i podrodziny Hennigmatinae. Jedyny z monotypowego rodzaju Daohennigma.
Gatunek i rodzaj zostały opisana w 2006 roku przez Elenę Łukaszewicz, Di-Ying Huanga i Qi-Bin Lina na podstawie kompletnego odcisku imago, znalezionego w Daohugou, w chińskiej Mongolii Wewnętrznej. Datowany jest na jurę środkową.
Duża, przysadziście zbudowana muchówka z raczej długimi i tęgimi odnóżami. Kulistawa głowa zaopatrzona w holoptycznie ułożone, nagie i duże oczy. Cechy wyróżniające rodzaj i gatunek dotyczą użyłkowania skrzydeł. Żyłka subkostalna dłuższa niż 70% długości skrzydła, a R4 długości połowy skrzydła. Komórka dyskoidalna nadzwyczaj długa, a szypułka żyłki medialnej krótka. Żyłki poprzeczne nakrapiane. Pterostygma szczątkowa. Odwłok krótki.